# Anselm Rumpelt
Alexis Anselm Rumpelt  (* 10. Februar 1853 in Radeberg; †  10. Oktober 1916 in Dresden) war ein deutscher Verwaltungsbeamter. 

## Leben
Rumpelt besuchte die Krausesche Erziehungsanstalt und die Kreuzschule in Dresden, wo er 1871 das Abitur ablegte. Danach studierte er an der Universität Leipzig und der Universität Straßburg Rechtswissenschaften. Nach dem Referendarexamen 1875 in Leipzig diente er als Einjährig-Freiwilliger beim Schützen-Regiment Nr. 108. Im Jahr 1876 trat er als Assessor beim Gerichtsamt in Dresden in den sächsischen Staatsdienst ein. Es folgten Stationen in Reichenbach im Vogtland, bei der Polizeidirektion Dresden, der Amtshauptmannschaft Flöha, der Amtshauptmannschaft Borna und der Kreishauptmannschaft Leipzig. Im Jahr 1887 wurde Rumpelt ins sächsische Innenministerium versetzt und 1891 zum Amtshauptmann der Amtshauptmannschaft Glauchau ernannt. Zwei Jahre später wechselte er in gleicher Funktion zur Amtshauptmannschaft Chemnitz. 
Nach rund fünfjähriger Tätigkeit dort wechselte Rumpelt für acht Jahre als Geheimer Rat und Vortragender Rat wieder ins Innenministerium, bevor er zum 1. März 1906 zum Kreishauptmann der Kreishauptmannschaft Dresden ernannt wurde. Diese Funktion übte er bis zum 31. August 1909 aus. Anschließend war er bis zu seinem Tod 1916 Ministerialdirektor im sächsischen Innenministerium.
1893 kandidierte er im Reichstagswahlkreis Königreich Sachsen 19 und 1903 im Reichstagswahlkreis Königreich Sachsen 17 erfolglos für den Reichstag.
Neben seiner Arbeit als Verwaltungsbeamter war Rumpelt auch schriftstellerisch tätig, zum Teil unter dem Pseudonym Alexis Aar.

## Ehrungen
König Friedrich August III. von Sachsen verlieh ihm anlässlich des Geburtstages am 25. Juli 1916 das Komturkreuz I. Klasse des Sächsischen Verdienstordens.